# Prima della rivoluzione
(Frase di Talleyrand che introduce il film)
Prima della rivoluzione è un film del 1964 scritto e diretto da Bernardo Bertolucci, con protagonisti Francesco Barilli e Adriana Asti.

## Trama
Parma, 1962. Fabrizio, un giovane studente, avverte la difficoltà di conciliare la propria estrazione socioeconomica borghese con la militanza nel Partito Comunista Italiano. Resta traumatizzato dalla morte del suo amico Agostino, annegato nel Po. L'arrivo della zia Gina, una giovane ed elegante donna che risiede a Milano, aumenta il suo disorientamento: la zia si innamora di lui e Fabrizio ricambia. La zia tuttavia ritorna a Milano. Fabrizio, conscio della sua debolezza e dell'impossibilità di realizzare le sue aspirazioni personali e politiche, sceglie il rispetto delle convenzioni: rinuncia a Gina e sposa Clelia, una giovane e bella fanciulla di buona famiglia.

## Riferimenti
I nomi di battesimo dei protagonisti del film corrispondono a quelli de La Certosa di Parma di Stendhal: il protagonista e voce narrante, Fabrizio come Fabrizio del Dongo, è un giovane marxista di famiglia borghese, amato dalla giovane zia, Gina come Gina Sanseverina, alla fine sposa una ragazza di buona famiglia, Clelia come Clelia Conti.

## Produzione
Il film è stato girato tra settembre e novembre del 1963. Le riprese si sono svolte a Parma e nei suoi dintorni, come la scena della camera ottica nella Rocca Sanvitale di Fontanellato.

## Colonna sonora
La colonna sonora del film contiene le canzoni Vivere ancora e Ricordati cantate da Gino Paoli, e Avevo 15 anni, cantata da Ennio Ferrari.

## Distribuzione
È stato proiettato in anteprima il 12 maggio 1964 al 17º Festival di Cannes nella Settimana internazionale della critica.

## Accoglienza
Anche se oggi si impone come il manifesto di una Nouvelle Vague italiana, Prima della rivoluzione venne disertato dal pubblico e tiepidamente recensito dalla maggior parte della nostra critica, trovando però un'accoglienza entusiasta in quella straniera. Insieme a I pugni in tasca di Marco Bellocchio, uscito l'anno seguente, è oggi considerato un film anticipatore della contestazione del Sessantotto.

## Riconoscimenti
- Festival di Cannes 1964
  - Prix de la Nouvelle Critique (ex aequo con Vidas Secas)
  - Prix de l'Association Internationale de la Jeunesse
- New York Film Festival 1964
  - Miglior film
- Nastri d'argento 1965
  - Candidatura come Migliore attrice protagonista ad Adriana Asti